# 백두칭송위원회
백두칭송위원회는 김정은 조선민주주의인민공화국 국무위원장의 서울 답방을 환영할 목적으로 국민주권연대, 한국대학생진보연합 등 NL 진영에서 결성한 단체이다. 2018년 11월 7일 세종문화회관 앞에서 가진 기자회견을 통해 결성 선언을 하였으며 서울 시내에 서울 시민 환영단 명의의 현수막을 내걸고 광화문과 홍대입구 등에서 시국 연설과 시민 환영단 홍보 캠페인 등을 하였다. 이에 대한애국당 등에서 김정은 찬양을 중단하라는 취지의 맞불 집회를 하거나 김정은 체포 특공대를 모집한다고 밝혔다. 이에 대해 백두칭송위원회 측은 김수영 시인의 시에 나오는 "김일성 만세"를 인용하면서 자신들의 활동으로 금기를 깨고 싶었다고 말했다.

## 기타
- 자유연대, 자유대한호국단 등이 김정은 국무위원장 서울 방문을 환영하는 행사를 준비하는 백두칭송위원회를 국가보안법 위반 혐의로 검찰에 고발했다.[1]